# Katrin Šmigun
Katrin Šmigun (* 21. Oktober 1979 in Tartu) ist eine ehemalige estnische Skilangläuferin, die vor allem zu Beginn ihrer Karriere gute Resultate erzielen konnte. Ihre Schwester und Trainingspartnerin Kristina Šmigun-Vähi ist Olympiasiegerin und Weltmeisterin. Die beiden Schwestern bildeten seit 1999 mit ihrem Vater und Trainer Anatoli Šmigun das Team Šmigun im Skilanglauf-Weltcup.

## Leben
Katrin Šmiguns Eltern Rutt Rehemaa und Anatoli Šmigun waren in ihrer Jugend erfolgreiche Skisportler. Anatoli Šmigun ist unter anderem zweifacher Juniorenweltmeister von 1972. Somit war die sportliche Laufbahn der beiden Töchter quasi vorbestimmt. Beide begannen früh mit dem nordischen Skisport. Šmiguns Cousine Jana Rehemaa und ihr Cousin Aivar Rehemaa sind ebenfalls Skilangläufer. Aivar gewann bei den Juniorenweltmeisterschaften 2002 in Schonach die Goldmedaille über 30 Kilometer klassisch.
Katrin Šmigun ist mit Knut Nystad verheiratet. Nystad arbeitete als Skilanglauf-Trainer an der University of Denver und ist seit 2006 als Cheftechniker beim norwegischen Skilanglaufteam beschäftigt. Sein Zwillingsbruder Trond Nystad, ehemaliger Trainer der US-amerikanischen Skilanglauf-Mannschaft und aktuell Trainer des Schweizer Sprintteams, ist der Ehemann der deutschen Skilangläuferin Claudia Nystad.
Am 23. Februar 2006, dem Geburtstag ihrer Schwester Kristina, brachte Katrin Šmigun ihre Tochter Kristin-Helena zur Welt. Am 25. November 2011 wurde sie Mutter eines Sohnes.

## Sportliche Karriere
Ihren ersten internationalen Einsatz hatte Katrin Šmigun bei den Juniorenweltmeisterschaften 1995 im schwedischen Gällivare. Dort belegte sie den 19. Platz über die 15 Kilometer in der freien Technik. Bei den Europäischen Olympischen Winter-Jugendtagen 1995 in Andorra la Vella holte sie die Silbermedaille über 7,5 km Freistil. Im November 1995 nahm sie erstmals an einem Weltcup-Rennen teil. Im finnischen Vuokatti belegte sie den 72. Platz über die 5 Kilometer in der klassischen Technik. Bei den Juniorenweltmeisterschaften 1996 im italienischen Asiago war ihre beste Platzierung der 14. Rang über die 15 Kilometer Freistil. In der Saison 1997 konnte Šmigun mehrfach Weltcup-Punkte erkämpfen. Bei den Juniorenweltmeisterschaften im kanadischen Canmore gewann sie die Silbermedaille über die 15 km Freistil hinter ihrer Schwester Kristina. Über die 5 Kilometer in der klassischen Technik belegte sie Platz vier. Dieses Ergebnis konnte sie ein Jahr später im schweizerischen Pontresina verbessern und wurde Juniorenweltmeisterin über die 5 Kilometer Freistil vor der deutschen Läuferin Claudia Künzel. Über die 15 Kilometer klassisch belegte sie Rang drei. Sie nahm an den Olympischen Winterspielen 1998 in Nagano teil. Dort konnte sie über die 15 Kilometer in der klassischen Technik den 13. Platz erkämpfen. Über die 5 Kilometer klassisch belegte sie den 20. Platz und konnte sich im anschließenden Verfolgungswettkampf noch auf einen 15. Platz verbessern.
1999 gewann sie bei den Juniorenweltmeisterschaften im österreichischen Saalfelden die Silbermedaille über die 15 Kilometer Freistil vor der deutschen Läuferin Evi Sachenbacher. Bei den Nordischen Skiweltmeisterschaften 1999 belegte sie Platz zehn über die 15 Kilometer Freistil. Zu Beginn der darauf folgenden Saison konnte sie sich beim Weltcup in Sappada erstmals unter den Top Ten in einem Weltcup-Rennen platzieren. Ihre beste Weltcup-Platzierung erkämpfte sie ein Jahr später in Beitostølen. Dort belegte sie den vierten Rang über die 10 Kilometer klassisch. 2002 konnte Katrin Šmigun bei den Olympischen Winterspielen 2002 den 13. Platz über die 30 Kilometer klassisch erreichen.
2003 ging Šmigun in die USA. Dort studierte sie an die University of Utah und nahm dort an verschiedenen Wettkämpfen teil. So gewann sie unter anderem alle Rennen und somit auch die Gesamtwertung der NCAA Skiing Championships im Bereich Skilanglauf. Sie trug damit wesentlich zum Gesamtsieg ihrer Universität in der Kategorie Skisport bei. Auch in der darauf folgenden Saison blieb Šmigun in den USA. Sie nahm an Continentalcup-Wettkämpfen und FIS-Rennen teil und unterstützte das Skilanglauf-Team der University of Utah als Trainerin.
2005 kehrte Katrin Šmigun in den Weltcup zurück, konnte sich aber nicht mehr untern den besten 40 platzieren. Bei den Nordischen Skiweltmeisterschaften 2005 in Oberstdorf war ihre beste Platzierung ein 53. Rang über die 10 Kilometer Freistil.
Im November 2006 bestritt Šmigun beim FIS-Rennen in Muonio ihr erstes Rennen seit der Geburt ihrer Tochter. Sie konnte sich allerdings nicht im Vorderfeld platzieren. Bisher hat sie an keinen weiteren Wettkämpfen teilgenommen.

## Sportliche Erfolge

### Juniorenweltmeisterschaften
- 1997 in Canmore: Silver über 15 km Freistil
- 1998 in Pontresina: Gold über Kilometer Freistil, Bronze über 15 km klassisch
- 1999 in Saalfelden: Silver über 15 km Freistil

### Nationale Meisterschaften
- 16 estnische Meistertitel bis 2003